# Paulin Paris
Pour les articles homonymes, voir Paris (homonymie).
Ne doit pas être confondu avec son fils Gaston Paris, également médiéviste ; ni avec son homonyme Paulin Louis Jérôme Paris, officier de marine français et pilote.
Paulin Alexis Paris, né à Avenay-Val-d'Or le 25 mars 1800 et mort à Paris le 13 février 1881, est un historien français de la littérature, spécialiste de l'époque médiévale.

## Carrière
Il est conservateur adjoint des manuscrits de la Bibliothèque nationale, élu membre de l'Académie des inscriptions et belles-lettres en 1837, et professeur au Collège de France, où il est titulaire de la chaire de langue et littérature françaises du Moyen Âge de 1853 à 1872. Il est également membre de la commission de l'École des chartes[Laquelle ?], membre de la Société des bibliophiles français, officier de la Légion d'honneur et de l'Ordre de Léopold.
Il a publié de nombreuses éditions des productions littéraires du Moyen Âge : romans de chevalerie, chansons de geste, chroniques, correspondances. Il a aussi traduit les œuvres complètes de Lord Byron.
Paulin Paris est le père de l'archiviste-paléographe Gaston Paris, qui lui succède au Collège de France.
Il est inhumé à Avenay-Val-d'Or.

## Principales publications
Voir aussi la liste de ses publications disponibles sur gallica.
- Correspondance du roi Charles IX et du sieur de Mandelot, gouverneur de Lyon, pendant l'année 1572, époque du massacre de la Saint-Barthélemy. Lettre des Seize au roi d'Espagne Philippe II, année 1591 (1830)
- Li Romans de Berte aus grans piés, publié pour la 1re fois et précédé d'une lettre à M. de Monmerqué sur les romans des douze pairs (1832)
- Le romancero françois. Histoire de quelques anciens trouvères et choix de leurs chansons le tout nouvellement recueilli, Techener, 1833, X-203 p. (lire en ligne)
- Li Romans de Garin le Loherain, publié pour la première fois et précédé de l'examen du système de M. Fauriel sur les romans carlovingiens par M. P. Paris (2 volumes, 1833-1835)
- Les Grandes Chroniques de France, selon qu'elles sont conservées en l'Église de Saint-Denis (5 volumes, 1836-1838)
- Les Manuscrits françois de la Bibliothèque du roi, leur histoire et celle des textes allemands, anglois, hollandois, italiens, espagnols de la même collection (8 volumes, 1836-1838)
- Mémoire sur le cœur de saint Louis et sur la découverte faite dans la Sainte-Chapelle, Paris, Éditions Techener, 1844, 48 p.   (Wikisource) (aussi sur gallica). Ce mémoire a d'abord paru dans L'Institut : journal des sciences et des sociétés savantes, no 96 (décembre 1843).
- De la conqueste de Constantinople, édition faite sur des manuscrits nouvellement reconnus, par *Les Chansons de geste, poèmes du XIIe et du XIIIe siècle : discours d'ouverture du cours de langue et de littérature du Moyen Âge, prononcé le 6 décembre 1858 (1859)
- Les Aventures de maître Renart et d'Ysengrin son compère, mises en nouveau langage, racontées dans un nouvel ordre et suivies de nouvelles recherches sur le roman de Renart (1861)
- Recueil complet des poésies de Saint-Pavin, comprenant toutes les pièces jusqu'à présent connues et un plus grand nombre de pièces inédites (1861)
- Chronique des croisades. La Chanson d'Antioche, composée au XIIe siècle, par Richard le Pèlerin, renouvelée par Graindor de Douai au XIIIe siècle (1862)
- Histoire littéraire de la France, où l'on traite de l'origine et du progrès, de la décadence et du rétablissement des sciences parmi les Gaulois et parmi les François par des religieux bénédictins de la Congrégation de S. Maur (édité entre autres par Paulin Pâris, 13 volumes, 1865-1869)
- Les Romans de la Table ronde, mis en nouveau langage et accompagnés de recherches sur l'origine et le caractère de ces grandes compositions (5 volumes, 1868-1877)
- Le Livre du voir-dit de Guillaume de Machaut, où sont contées les amours de Messire Guillaume de Machaut et de Peronnelle dame d'Armentières, avec les lettres et les réponses, les ballades, lais et rondeaux dudit Guillaume et de ladite Peronnelle, publié sur trois manuscrits du XIVe siècle (1875)
- Histoire générale des croisades par les auteurs contemporains, Guillaume de Tyr et ses continuateurs. Texte français du XIII s. revu par Paulin Pâris (2 volumes, 1879)
- Études sur François premier, roi de France, sur sa vie privée et son règne, par Paulin Pâris, publiées d'après le manuscrit de l'auteur et accompagnées d'une préface, par Gaston Pâris (2 volumes, 1885)
- Lancelot du Lac, roman de la Table ronde mis en nouveau langage par Paulin Pâris (1958)
- Le Roman de Renart, d'après le texte de Paulin Paris, illustrations: Giovanni Giannini, Éditions des Deux coqs d'or, coll. L'Étoile d'or, no 87, 242 p.(1968)
- Nouvelles Aventures de Renart le Goupil (Le Roman de Renart), d'après le texte de Paulin Paris, illustrations: Giovanni Giannini, Éditions des Deux coqs d'or, coll. L'Étoile d'or, no 101 241 p. (1970)

### Traductions
- Robert Benson : Journal des derniers momens de Luc Antonio Viterbi, tenu par lui-même dans la prison de Bastia où il se laissait mourir de faim en 1821 (1826)
- Lord Byron : Don Juan, poème héroï-comique en seize chants, traduit et précédé de la vie de Lord Byron, par Alexis-Paulin Pâris, avec notes et commentaires (3 volumes, 1827)
- Lord Byron : Œuvres complètes de lord Byron, avec notes et commentaires, comprenant ses mémoires publiés par Thomas Moore, traduction nouvelle par M. Paulin Pâris,  (13 volumes, 1830-1831)

## Distinctions
- Officier de la Légion d'honneur (1873)[2].
- Officier de l'ordre de Léopold.

## Hommages
- Une rue de Reims porte son nom.
- Il est cité par Alexandre Dumas dans la préface originale de son roman-feuilleton d'alors Les Trois Mousquetaires (1844) comme étant la source de l'inspiration de la construction narrative du personnage d'Athos grâce à son aide apportée à l'auteur pour trouver un certain manuscrit in-folio intitulé Mémoires de M. le Comte de La Fère, dans les collections de la Bibliothèque royale, sous le n° 4772 ou 4773[3].